# Chili op de Olympische Zomerspelen 1964
Chili nam deel aan de Olympische Zomerspelen 1964 in Tokio, Japan. Het was de elfde deelname van het land. Vlaggendrager bij de openingsceremonie was Aquiles Gloffka die zowel in de moderne vijfkamp als in het schermen uitkwam.
Er namen veertien sporters deel in zes olympische sportdisciplines. Kwam er bij de vorige vijf deelnames ten minste een vrouw in actie, deze editie geen een. Schutters Juan Enrique Lira en Gilberto Navarro namen voor de tweede keer deel. In de atletiek werd voor de elfde keer deelgenomen, in het boksen en de schietsport voor de zevende keer, voor de vijfde keer in het schermen, voor de vierde keer in de moderne vijfkamp en voor de derde maal in de paardensport.
Aan de zeven behaalde medailles tot nu toe, behaald in 1928 (1), 1952 (2) en 1956 (4), werd er ook op deze editie geen een aan toegevoegd.

## Resultaten en deelnemers

### Atletiek
| Olympiër            | Onderdeel       | Resultaat | Prestatie                                       |
| ------------------- | --------------- | --------- | ----------------------------------------------- |
| Iván Moreno         | 100m (m)        | 24e       | serie 9: 2de in 10,5 kwartfinale 3: 6de in 10,6 |
| Iván Moreno         | 200m (m)        | 23e       | serie 7: 4de in 21,5 kwartfinale 2: 7de in 21,7 |
| Ricardo Vidal       | marathon (m)    | 30e       | 2:28.01,6                                       |
| Patricio Etcheverry | speerwerpen (m) | 24e       | kwalificatie: 24ste met 60,77m                  |

### Boksen
| Olympiër         | Onderdeel | Resultaat | Prestatie |
| ---------------- | --------- | --------- | --- |
| Mario Molina     | -57kg (m) | 17e       | 1ste ronde: V van KOR Suk: gediskwalificeerd                                                                    |
| Luis Zuninga     | -60kg (m) | 17e       | 1ste ronde: V van URS Barannikov: 1-4                                                                           |
| Misael Vilugron  | -67kg (m) | 17e       | 1ste ronde: V van POL Kasprzyk: 2-3                                                                             |
| Guillermo Slinas | -75kg (m) | 5e        | 1ste ronde: vrij 2de ronde: W van MAR Ahidous: scheidsrechterlijke beslissing kwartfinale: V van ITA Valle: 0-5 |

### Moderne vijfkamp
| Olympiër         | Onderdeel | Resultaat | Prestatie |
| ---------------- | --------- | --------- | --- |
| Aquilles Gloffka | mannen    | 31e       | paardensport: 4de in 3.03,5 (1100 punten) schermen: 30ste met 14 overwinningen (532 punten) schietsport: 27ste met 184 punten (780 punten) zwemmen: 17de in 4.04,3 (980 punten) atletiek: 34ste in 16.35,9 (715 punten) totaal: 4107 punten |

### Paardensport
| Olympiër          | Onderdeel      | Resultaat      | Prestatie                                                                                             |
| Springconcours    | Springconcours | Springconcours | Springconcours                                                                                        |
| ----------------- | -------------- | -------------- | --- |
| Americo Simonetti | individueel    | 29e            | 1ste ronde: 34ste met 32,25 strafpunten 2de ronde: 25ste met 20 strafpunten totaal: 55,25 strafpunten |

### Schermen
| Olympiër         | Onderdeel | Resultaat | Prestatie                                   |
| ---------------- | --------- | --------- | ------------------------------------------- |
| Aquilles Gloffka | degen (m) | 41e       | 1ste ronde groep 8: 7de met 1 overwinning   |
| Sergio Jimenez   | degen (m) | 41e       | 1ste ronde groep 7: 7de met 2 overwinningen |
| Sergio Vergara   | degen (m) | 41e       | 1ste ronde groep 5: 7de met 2 overwinningen |

### Schietsport
| Olympiër (deelname)   | Onderdeel              | Resultaat | Prestatie                       |
| --------------------- | ---------------------- | --------- | ------------------------------- |
| Roberto Huber         | 50m geweer liggend (m) | 38e       | 586 punten: (97-99-99-97-97-97) |
| Juan Enrique Lira (2) | trap (m)               | 6e        | 193 punten                      |
| Gilberto Navarro (2)  | trap (m)               | 17e       | 188 punten                      |

Afghanistan · Algerije · Argentinië · Australië · Bahama's · België · Bermuda · Birma · Bolivia · Brazilië · Brits-Guiana · Bulgarije · Cambodja · Canada · Ceylon · Chili · Colombia · Congo-Brazzaville · Costa Rica · Cuba · Denemarken · Dominicaanse Republiek · Duits eenheidsteam · Ethiopië · Filipijnen · Finland · Frankrijk · Ghana · Griekenland · Groot-Brittannië · Hongarije · Hongkong · Ierland · IJsland · India · Irak · Iran · Israël · Italië · Ivoorkust · Jamaica · Japan · Joegoslavië · Kameroen · Kenia · Libanon · Liberia · Libië · Liechtenstein · Luxemburg · Madagaskar · Maleisië · Mali · Marokko · Mexico · Monaco · Mongolië · Nederland · Nederlandse Antillen · Nepal · Nieuw-Zeeland · Niger · Nigeria · Noord-Rhodesië · Noorwegen · Oeganda · Oostenrijk · Pakistan · Panama · Peru · Polen · Portugal · Puerto Rico · Roemenië · Senegal · Sovjet-Unie · Spanje · Taiwan · Tanganyika · Thailand · Trinidad en Tobago · Tsjaad · Tsjecho-Slowakije · Tunesië · Turkije · Uruguay · Venezuela · Verenigde Arabische Republiek · Verenigde Staten · Vietnam · Zuid-Korea · Zuid-Rhodesië · Zweden · Zwitserland